# ヴァシル・レフスキ
ヴァシル・レフスキ (ブルガリア語: Васил Левски, 1837年7月18日 – 1873年2月6日) は、ブルガリアの革命家。19世紀、オスマン帝国の支配下にあったブルガリアの解放を求めた人物として知られる。出生時の名前はヴァシル・イヴァノフ・クンチェフ (Васил Иванов Кунчев)で、レフスキという名はライオンに因んだニックネームに由来する。

## 生涯
1837年7月6日、オスマン帝国の統治下にあった現在のブルガリア・カルロヴォに生まれる。
レフスキはブルガリアのオスマン帝国からの解放を目指し、1862年にセルビア・ベオグラードでブルガリア人部隊を結成。続く1867年には革命を起こすべく内部革命組織を設立し、ブルガリア各地に委員会を設置した。
1871年、レフスキ率いる内部革命組織は、ルーマニアのブルガリア人移民で構成された同様の目標を持つブルガリア革命中央委員会と協力することで合意。これによりブルガリア解放が現実味を帯びてきた最中、レフスキは1873年に当局によって拘束され、同年ソフィアの地で絞首刑に処された。